# Aplaḫanda
Aplaḫanda war ein König von Karkemiš, der als Zeitgenosse mit Jasmaḫ-Addu und Zimri-Lim von Mari, Jarim-Lim I. von Jamchad und Ḫammurapi I. von Babylon korrespondierte. Er regierte also im 18. Jahrhundert v. Chr.
In dieser Zeit florierte die Wirtschaft in Karkemiš, die auf dem Handel mit Pferden und Zinn basierte, welche auf dem Weg von Mesopotamien nach Anatolien Karkemiš passieren mussten. Wohl auf dem Wege dieses Handels gelangte eines seiner Siegel nach Anatolien, wo es von Archäologen bei Ausgrabungen entdeckt wurde.